# 타이파
타이파(라틴어·스페인어: Taifa)는 한때 이베리아반도에 있던 한 이슬람 왕국과 그 군주를 가리킨다. 아랍어로 부족 집단 등을 의미하는 타이파 (아랍어: طائفة)에서 유래한다. 1031년, 코르도바 칼리파국이 멸망한 후에 탄생했다.